# Zhalantun
Zhalantun (chiń. 扎兰屯; pinyin Zhālántún) – miasto na prawach powiatu w północno-wschodnich Chinach, w regionie autonomicznym Mongolia Wewnętrzna, w prefekturze miejskiej Hulun Buir. W 1999 roku liczba mieszkańców miasta wynosiła 421 048.